# Anna C (schip, 1947)
Anna C was het eerste echte passagiersschip (in tegenstelling tot de andere vrachtpassagiersschepen) van de Costa vloot, dat in maart 1948 in de vaart kwam. Het door een dieselmotor aangedreven schip, dat oorspronkelijk Southern Prince heette, werd gebouwd in 1930 voor gebruik op de vaarroute New York-Argentinië. Ze werd in 1947 door Costa Cruises aangekocht en na een jaar van renovatie in 1948 Anna C gedoopt. Haar route was van Italië naar Zuid-Amerika. In 1951 werd ze gerenoveerd en werden de accommodaties verder opgewaardeerd. Vanaf 1960 werd het schip alleen nog voor cruises ingezet. In 1971 raakte het schip ernstig beschadigd bij een brand waarna het verkocht werd voor de sloop.